# Панченко Григорій Олександрович
Григорі́й Олекса́ндрович Па́нченко — підполковник Збройних сил України, учасник російсько-української війни.
Станом на лютий 2017 року — військовослужбовець в/ч А1108.

## Нагороди
За особисту мужність і героїзм, виявлені у захисті державного суверенітету та територіальної цілісності України, вірність військовій присязі під час бойових дій та при виконанні службових обов'язків, відзначений — нагороджений
- 6 квітня 2022 року — орденом Богдана Хмельницького III ступеня.
- 13 серпня 2015 року — орденом «За мужність» III ступеня.